# ارين لينكولن روجرز
ارين لينكولن روجرز (بالإنجليزية: Warren Lincoln Rogers)‏ هو كاهن أنجليكاني أمريكي، ولد في 1877، وتوفي في 1938.